# マリと子犬の物語
『マリと子犬の物語』（マリとこいぬのものがたり）は、2007年12月8日に公開された日本映画。配給は東宝。
2004年10月23日に発生した新潟県中越地震において、新潟県山古志村（現・長岡市）で起きた実際のエピソードを元に映画化された。

## 原作
映画の原作となったのは、2005年2月に文藝春秋から出版された『山古志村のマリと三匹の子犬』である。長岡市のNPO法人「ながおか生活情報交流ねっと」の理事長・桑原眞二が、山古志村の実在の犬・マリの飼い主から、新潟県中越地震発生時のマリと子犬たちの話を聞き、絵本として出版することを発案した。絵本の売上金の一部は新潟県中越地震の復興に充てられることとなった。絵本は、主に小中学生の間で広く読まれ、2007年6月現在で12.5万部が発行された。映画『マリと子犬の物語』はこの絵本を原作として制作された。映画の撮影には新潟県と新潟県長岡市・三条市が全面的に協力している。

## あらすじ
山古志村で暮らす石川家の亮太と彩の兄妹は、幼い頃に母親を亡くしていた。二人はある日、原っぱで捨て犬を見つける。その子犬を拾い、マリと名付けてかわいがる。
翌年、成長したマリは3匹の子犬を産み、喜ぶ亮太や彩と幸せに暮らしていた。だが10月23日夕方、突然マグニチュード6.8の大地震が発生する。
仕事や学校で村外にいた亮太と父・優一は難を逃れたが、在宅していた彩と祖父・優造は倒壊した家の下敷きになってしまう。絶望しかける二人だが庭で子犬を世話しているマリが壊れた家の中に何度も入ってきて励まされる。
更にマリは二人を助けようとするが、マリの力ではどうにもならない。
それでもマリは救助にきた自衛隊員を誘導して彩たちは助け出されるが、避難のヘリコプターにはペットを乗せることができず、マリと子犬は取り残される。
全村民が村外避難となった後、食べ物もなくさまざまな危険も襲ってくる中、マリは子犬を守り続け、彩からもらったゴムまりを持って、兄妹に拾われ一緒に遊んだ原っぱを繰り返し訪れて主人の帰りを待った。
そして余震が続く中、山古志村に嵐が近づいている事を知り、マリを心配する彩の懇願を受けて亮太は共に立ち入り禁止になっている山古志村に向かう。だが雨にうたれて彩は発熱し、後を追ってきた優一に二人は助けられる。
余震が収まった後、亮太と彩たちは山古志村に戻るが村は廃墟と化しており、マリや子犬の姿はどこにも見当たらない。だが兄妹がマリとの思い出の原っぱに向かうと、そこにたくましく生き抜いた三匹の子犬と、傷だらけになりながら子犬を守り抜いたマリが姿を現す。
そして地震の翌年、仮設住宅では石川家の家族と仲良く元気に暮らすマリと三匹の子犬の姿があった。

## キャスト
石川家
- 石川優一（40歳、山古志村役場職員） - 船越英一郎
- 長谷川冴子（35歳、優一の義妹） - 松本明子
- 石川亮太（10歳、優一の息子） - 広田亮平
- 石川彩（5歳、優一の娘） - 佐々木麻緒
- 石川優造（75歳、優一の父） - 宇津井健
- マリ（柴犬） - イチ

小出家
- 小出久生 - 梨本謙次郎
- 小出靖子 - 重田千穂子

内村家
- 内村和男 - 蛭子能収
- 内村義男 - 三宅弘城

本間家
- 本間信吾 - 螢雪次朗
- 本間早苗 - 角替和枝
- 本間初枝 - 花原照子

その他
- 安田啓一（陸自二曹） - 高嶋政伸
- 竹村真治（山古志村役場職員・優一の同僚） - 徳井優
- 関根博美（亮太の担任） - 小林麻央
- 児島忠志（山古志村村長） - 小野武彦（長島忠美旧山古志村村長がモデル）

## スタッフ
- 製作指揮 - 小杉善信、島谷能成
- 企画 - 奥田誠治、市川南、宮下昌幸、本間英行
- エグゼクティブプロデューサー - 神蔵克
- プロデュース - 臼井央、藤村直人、遠藤日登思
- プロデューサー - 堀口慎
- ラインプロデューサー - 前田光治
- キャスティングプロデューサー - 城戸史朗
- プロダクション統括 - 山田健一
- 原作 - 桑原眞二、大野一興「山古志村のマリと三匹の子犬」（文藝春秋、2005年2月。ISBN 978-4-16-366960-1）
- 脚本 - 山田耕大、清本由紀、高橋亜子
- 撮影 - 北信康
- 美術 - 部谷京子
- 録音 - 斉藤禎一
- 照明 - 川辺隆之
- 編集 - 三條知生
- 監督補 - 萩原孝昭
- 助監督 - 猪腰弘之
- 製作担当 - 松田憲一良
- 音楽 - 久石譲
- 主題歌 - 平原綾香「今、風の中で」[8]（ドリーミュージック）
- ドッグトレーナー - 宮忠臣
- 特撮・視覚効果監修 - 泉谷修
- 音響効果 - 佐々木英世
- 装飾 - 山内康裕
- スクリプター - 河島順子
- 〈特撮〉
  - 特殊技術 - 清水俊文
  - 撮影 - 桜井景一
  - 特殊美術 - 稲付正人
  - 照明 - 加藤桂史
  - 操演 - 鳴海聡
  - 助監督 - 石井良和
  - スクリプター - 飯塚美穂
- エキストラ - 三条市南四日町熟年いこいの会、長岡市四郎丸コミュニティセンター、新潟県立三条高校同窓会、長岡市一之貝区、長岡市比礼区、南房総市荒川地区、神奈川県藤沢市
- 製作プロダクション - 東宝映画
- 製作 - 「マリと子犬の物語」製作委員会（日本テレビ放送網、札幌テレビ、ミヤギテレビ、テレビ新潟、静岡第一テレビ、中京テレビ、広島テレビ、福岡放送、東宝、アミューズソフトエンタテインメント、ホリプロ、読売テレビ、小学館、読売新聞）
- 監督 - 猪股隆一

## 主題歌
主題歌の作詞と歌唱は平原綾香が手がけている。平原のデビュー曲である「Jupiter」は、新潟県中越地震が起こった後、新潟県内のラジオ局でたびたびリクエストされていた。被災地の復興を応援する歌となっていることを知った平原は、その後たびたび被災地を慰問に訪れていた。主題歌の「今、風の中で」について、平原は被災者を主人公として作詞したと語っている。山古志で開かれた映画の試写会では、平原は会場となった体育館で大勢の住民を前に主題歌を歌った。

## 自衛隊の装備
災害観測、災害派遣のシーンでは陸上自衛隊が全面協力し、実際に出動した部隊やヘリコプター等の装備も撮影に参加した。
- CH-47JA大型輸送ヘリコプター
- UH-60JA多用途ヘリコプター
- 73式大型トラック
- 73式小型トラック
- 高機動車
- 野外炊具1号
- 宿営用天幕

## 余談
- 兄妹役の広田亮平、佐々木麻緒は、映画『涙そうそう』でも主人公兄妹の子供時代を演じている。この映画には船越英一郎も特別出演している。また広田亮平は、山古志村が舞台のひとつである『こころ』にも出演している[12]。
- 通常、犬を使った撮影は同じ役を演じる犬を複数用意するが、この映画でマリ（成犬）を演じた犬は“いち”ただ1匹である[13]。“いち”は撮影当時は1歳。公開初日の舞台挨拶をもってこの映画の全ての仕事を終え、北海道稚内市の動物ふれあいランドに引き取られていった。なお、“いち”は、2013年に公開された映画「ひまわりと子犬の7日間」にも主役犬として出演している[14]。
- 特撮は当時制作が休止されていたゴジラ映画の特撮スタッフが担当しており、伝統的なミニチュアを使った震災のシーンが再現された[15]。

## 関連出版物
映画の公開に先駆けて、「マリと子犬の物語」のタイトルで『週刊少年サンデー』で2007年38号から45号まで短期集中で連載された。作画は爲永ゆうによる。ほか、主に児童向けの小説や漫画も出版された。
- 爲永ゆう 『マリと子犬の物語』 小学館〈少年サンデーコミックススペシャル〉、2007年11月。ISBN 978-4-09-121223-8。
- みやまあかね 『マリと子犬の物語 - きみがおしえてくれたもの』 小学館〈ちゃおコミックス〉、2012年4月。ISBN 978-4-09-134550-9。
- 時海結以著、山田耕大・清本由紀・高橋亜子脚本、桑原眞二・大野一興原作 『マリと子犬の物語 - 山古志村小さな命のサバイバル』 小学館〈小学館ジュニアシネマ文庫〉、2012年5月。ISBN 978-4-09-230625-7。
- 藤田杏一 『マリと子犬の物語』 小学館〈小学館文庫 ふ11-1〉、2007年10月。ISBN 978-4-09-408202-9。

## モデルとなったマリ
映画のマリのモデルとなった実際のマリは、劇中とは違って地震当日の朝に3頭の子犬を産んだ。地震発生から16日後に救助された後、飼い主が身を寄せていた避難所には犬を入れることができず、仕方なく子犬とともに置いていくことになった。その後、山古志村の様子を報道する新聞記事に村内に残っていた犬の写真が掲載されたが、これを飼い主が見てマリだと気づき、生きていることを確信。11月10日に一時帰村が許可され、足が不自由だった飼い主に変わって息子が自宅に行くと、3匹の子犬とマリを見つけたが、子犬たちがよく太っていたのに対しマリはひどく痩せていたという。また、心的外傷後ストレス障害 (PTSD) によるとみられる行動の変化があり、怯える様子や側溝などを跨げない様子があったという。2007年12月頃に飼い主は家を再建し、マリはまた飼い主と一緒に暮らせることとなった。
テレビ東京系列で放送されていた『まさはる君が行く！ポチたまペットの旅』の旅犬まさはる君は、新潟県長岡市を旅した際に山古志のマリの住む家を訪れ、松本秀樹共々マリに会っている（2015年2月17日放送）。
マリは2016年6月10日夕方、長岡市内の飼い主宅で15歳で死去した。
なお、マリの産んだ子犬たちは、それぞれ長岡市と新潟市の新たな飼い主のところへと引き取られている。そのうちの1頭は山古志村に住んでいた。